# Bengt Sæternes
Bengt Sæternes, né le 1er janvier 1975 à Egersund (Norvège), est un footballeur norvégien, qui évoluait au poste d'attaquant au Vålerenga et en équipe de Norvège avant de devenir entraîneur.
Sæternes n'a marqué aucun but lors de ses sept sélections avec l'équipe de Norvège entre 2002 et 2005.

## Carrière

### En club
- 1996 : Viking FK
- 1997 : ODD Grenland
- jan.1998-2002 : FK Bodø/Glimt
- 2002-2004 : FC Bruges
- 2004-2007 : SK Brann
- 2007-mars 2008 : OB Odense
- mars 2008-nov.2010  : Vålerenga
- nov.2010-2011 : Viking FK

### En équipe nationale
- 7 sélections et 0 but avec l'équipe de Norvège depuis 2002.

## Palmarès
FC Bruges
- Champion de Belgique en 2003
- Vainqueur de la Coupe de Belgique en 2004
- Vainqueur de la Supercoupe de Belgique en 2002, 2003, 2004 et 2005

 SK Brann
- Champion de Norvège en 2007
- Vainqueur de la Coupe de Norvège en 2004

 Vålerenga
- Vainqueur de la Coupe de Norvège en 2008